# Александра Микола Федорович
Мико́ла Фе́дорович Алекса́ндра (22 листопада 1924, село Волове, нині смт Міжгір'я на Закарпатті — 2004, Київ) — український історик, краєзнавець. Кандидат історичних наук (1963). Доцент (1965).

## Біографія
Учасник Другої Світової війни. Закінчив 1954 року історичний факультет, 1957 року аспірантуру Київського університету. 1963 року захистив кандидатську дисертацію «Боротьба Комуністичної партії України за піднесення матеріального і культурного рівня робітничого класу у відбудовний період (1921—1925 рр.)» .
У 1957—1969 роках — асистент, старший викладач, доцент кафедри історії Кам'янець-Подільського педагогічного інституту (нині Кам'янець-Подільський національний університет імені Івана Огієнка). Від 1969 року — доцент, з 1972 — завідувач кафедри загальної історії Київського педагогічного інституту (нині Національний педагогічний університет імені Михайла Драгоманова), Упродовж своєї наукової діяльності розробив одні з найбільш складних нормативних курсів: «Історія первісного суспільства», «Історія Стародавнього Сходу», «Історія Стародавньої Греції та Риму».
Досліджував народне господарство Поділля 1921—1925 років. Учасник І—III Подільських історико-краєзнавчих конференцій (1965, 1967, 1969). Співавтор статей про Кам'янець-Подільський, Стару Ушицю, Оринин у книзі «Історія міст і сіл Української РСР. Хмельницька область» (1971).

## Праці
- Александра М. Відбудова сільського господарства Поділля (1921—1925 рр.) // Тези доповідей Подільської історико-краєзнавчої конференції. — Хмельницький, 1965. — С. 30—32.
- Александра М. Боротьба партійної організації Поділля за поліпшення матеріального рівня трудящих у відбудовчий період (1921—1925 рр.) // Тези доповідей на звітній науковій сесії кафедр інституту за 1965 р. (вересень, 1966). — Кам'янець-Подільський, 1966. — С. 3—6.
- Александра М. Ф. Заходи партійної організації Поділля по відбудові промисловості і транспорту (1921—1925 рр.) // Матеріали третьої Подільської історико-краєзнавчої конференції. — Львів, 1970. — С. 28—33.
- Александра М., Винокур І., Гарнага І., Коваленко Л., Ланевський В. Кам'янець-Подільський // Історія міст і сіл УРСР. Хмельницька область. — К., 1971. — С. 297—323.
- Александра М., Баженов Л., Березовський С. Оринин // Історія міст і сіл УРСР. Хмельницька область. — К., 1971. — С. 341—350.
- Александра М., Баженов Л., Вайсман І., Юсім С. Стара Ушиця // Історія міст і сіл УРСР. Хмельницька область. — К., 1971. — С. 350—357.
- Александра М. Ф. Боротьба Комуністичної партії України за піднесення матеріального і культурного рівня робітничого класу у відбудовний період (1921—1925 рр.): Дис… канд. іст. наук / Кам'янець-Подільський педагогічний інститут. — Кам'янець-Подільський, 1963. — 266 с.
- Кучменко Е. М., Александра М. Ф. Методичні поради для студентів до спецсемінару з проблем атеїстичного виховання учнів у процесі вивчення історії стародавнього Сходу // Методичні вказівки до підготовки і оформлення робіт, що подаються на конкурси науково-технічної молоді вищих навчальних закладів. — К.: КДПІ ім. О. М. Горького. — 1990. — С. 10—13.